# Station Einbeck-Salzderhelden
Station Einbeck-Salzderhelden (Bahnhof Einbeck-Salzderhelden) is een spoorwegstation in de Duitse plaats Salzderhelden, in de deelstaat Nedersaksen. Het hoort bij de Duitse stationscategorie 5.

## Geschiedenis
Op 31 juli 1854 werd het trajectdeel van Alfeld via Kreiensen en Northeim naar Göttingen op het spoorwegnetwerk aangesloten (onderdeel van de Hannöversche Südbahn). Het station in de toen nog zelfstandige gemeente Salzderhelden werd een dag later, op 1 augustus 1854, ingewijd. Het stationsgebouw met een dorpsmuseum werd na ontwerp van Conrad Wilhelm Hase geopend.
Op 10 september 1879 werd de spoorlijn van Salzderhelden naar Einbeck (tegenwoordig Einbeck Mitte) in gebruik genomen. Daarmee werd station Salzderhelden een kruisingsstation.
De Deutsche Bundesbahn nam in 1954 de gehele verkeersinfrastructuur van de lijn Salzderhelden - Einbeck van Ilmebahn AG over, het reizigersverkeer werd in 1975 gestaakt. Sindsdien reden tot aan de heropening eind 2018 tussen Salzderhelden en Einbeck bussen. 
Op 1 maart 1974 werd het dorp Salzderhelden bij de stad Einbeck gevoegd. Het station werd in 1978 in Einbeck hernoemd, het voorgaande station Einbeck in Einbeck Mitte.
Vanaf 1994 draagt het station de naam Einbeck-Salzderhelden.
Tot 2002 liep het tracé van de ‘’Ilmebahn’’ nog tot Dassel en werd achtereenvolgens teruggebouwd tot Juliusmühle. Nog in hetzelfde jaar ging de spoorlijn Einbeck-Salzderhelden - Einbeck Mitte van de Deutsche Bahn weer terug naar Ilmebahn GmbH.

## Indeling
Het station is tussen 2013 en 2015 voor €4,5 miljoen ingrijpend verbouwd. Daarbij werd in de achterzijde van het stationsgebouw een raam vervangen door een deur, om vervolgens toegang te bieden naar het eerste perron. Hierbij werden twee doorgaande sporen doorsneden door de voetgangersverbinding tussen het stationsgebouw en het perron. Het tweede perron is alleen vanaf het eerste te bereiken via een voetgangerstunnel, deze tunnel is ook voorzien van liften. Het eerste perron heeft één perronspoor en het tweede perron heeft twee perronsporen. Aan de voorzijde van het stationsgebouw is er een parkeerterrein en een bushalte.

## Verbindingen
Einbeck-Salzderhelden ligt aan de spoorlijn Hannover - Kassel en wordt elk uur door treinen van metronom bediend. 
De spoorlijn naar Einbeck werd sinds 1984 niet meer regulier door reizigerstreinen bediend, met uitzondering van speciale treinen en de lijn bediende tot december 2018 voornamelijk goederenverkeer. In december 2018 is de lijn voor het reizigersverkeer heropend.
De volgende treinseries doen het station Einbeck-Salzderhelden aan:
| Serie | Treinsoort                   | Route | Bijzonderheden |
| ----- | ---------------------------- | --- | -------------- |
| RE 2  | Regional-Express (metronom)  | Uelzen – Celle – Hannover Hbf – Nordstemmen – Elze (Han) – Alfeld (Leine) – Kreiensen – Einbeck-Salzderhelden – Northeim (Han) – Göttingen |                |
| RB 82 | Regionalbahn (DB Regio Nord) | Göttingen – Northeim (Han) – Einbeck-Salzderhelden – Kreiensen – Seesen – Goslar – Bad Harzburg                                            |                |